# Lautenspielerin am Fenster
Lautenspielerin am Fenster ist ein 51,4 Zentimeter hohes und 45,7 Zentimeter breites Ölgemälde von Jan Vermeer. Es ist eines von mehreren Bildern, auf denen Vermeer junge Frauen beim Musizieren malte. Die Lautenspielerin am Fenster ist Bestandteil der Sammlung des Metropolitan Museum of Art.

## Bildbeschreibung
Das Gemälde zeigt eine junge Frau beim Stimmen ihrer Laute. Sie trägt eine gelbweiße Satin-Jacke mit Pelzbesatz. Die Perlenkette und die große Perle als Ohrgehänge wurden erst 1944 anlässlich einer Reinigung wieder freigelegt. Die Lautenspielerin konzentriert sich nicht auf ihr Tun, sondern schaut nach links aus dem Fenster. Dabei ist dem Betrachter nicht ersichtlich, ob sie jemanden oder etwas ansieht oder verträumt hinausblickt. Vor der jungen Frau auf dem Tisch liegen Bücher, ein Buch liegt zudem auf dem Boden nahe der unteren rechten Bildecke. Im linken Vordergrund befindet sich ein Stuhl, dessen Löwenkopf sich deutlich vom hellen Hintergrund abhebt. Über dem Stuhl liegt ein blauer Mantel oder ein Tuch. Kaum zu erkennen ist die unter dem Tisch liegende Viola da Gamba.
Im Bildhintergrund hängt an der Wand eine große Europakarte. Darunter befindet sich am rechten Bildrand ein weiterer Stuhl.

## Zuschreibung und Datierung
Die Zuschreibung der Lautenspielerin am Fenster als Werk Vermeers ist allgemein anerkannt, nur Albert Blankert bezweifelt diese. Die Datierung des Bildes ist wie bei vielen Werken Vermeers schwierig, da sie nicht vom Künstler festgehalten wurde. Zwei Datierungen werden diskutiert. Zum einen die Einordnung um 1665 aufgrund von stilistischen Ähnlichkeiten zum Bild Briefschreiberin in Gelb, zum anderen wird auch 1662/1663 diskutiert, da die Lautenspielerin am Fenster Gemeinsamkeiten in der Komposition mit dem Bild Junge Frau mit Wasserkanne am Fenster aufweist.

## Provenienz
Das Bild Lautenspielerin am Fenster wurde möglicherweise auf der Auktion Philippus van der Schley und Daniel du Pré am 22. Dezember 1817 in Amsterdam versteigert. In der Folge wurde es von Collis S. Huntington erworben und von ihm mit seiner gesamten Sammlung dem Metropolitan Museum of Art vererbt.